# مهرجان بتشون الدولي لأفلام الخيال

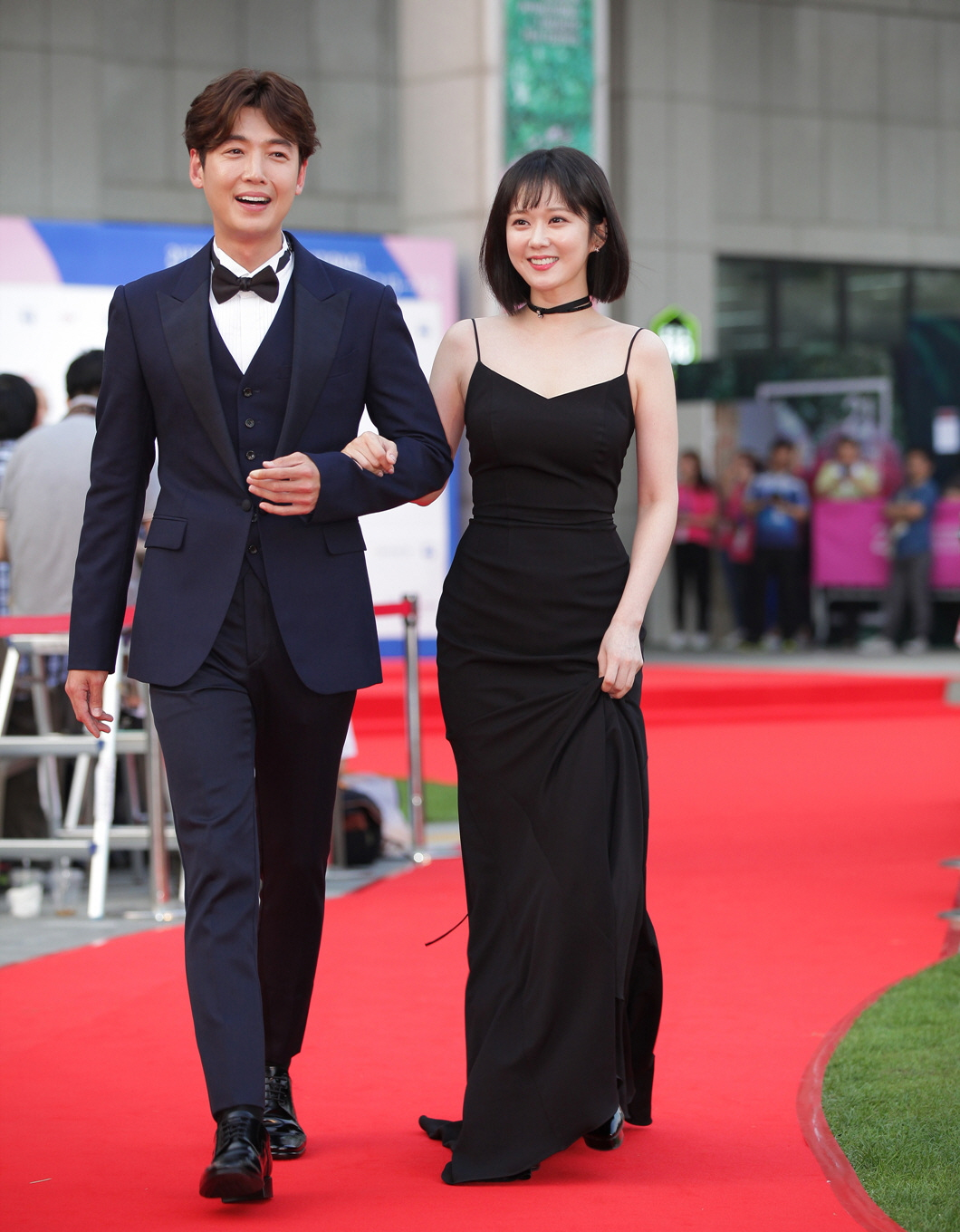

مهرجان بتشون الدولي لأفلام الخيال (هانغول :부천국제판타스틱영화제 أو PiFan)، هو مهرجان سينمائي دولي يقام سنويا في شهر يوليوز بمدينة بتشون في كوريا الجنوبية. تم ٱفتتاحه في عام 1997 حيث تركز فعاليات المهرجان على أفلام الإثارة والغموض والخيال والرعب الدولية، مع اهتمام خاص بالسينما الآسيوية، خصوصاً أفلام شرق وجنوب آسيا.
في الدورة الحادية عشر للمهرجان مابين 12 و 21 يوليو 2007، شارك في المهرجان ما يقارب 225 فيلما من 33 بلدا. وقد عقدت الدورة الحادية عشر للمهرجان مابين 18 و 27 يوليو 2008.

## برنامج المهرجان
تتكون برمجة المهرجان من ثمانية أقسام أساسية وأخرى ثانوية:

### أقسام أساسية
- اختيار مدينة بتشون (Puchon Choice).
- سينما الخيال العالمية (World Fantastic Cinema).
- أفلام الخيال القصيرة مخصصة للأفلام القصيرة (Fantastic Short Films).
- المنطقة المحرمة (Forbidden Zone).
- فانتا الأسرة (Family Fanta).
- أني فانتا (Ani-Fanta)، محفوظة لقطع الرسوم المتحركة.
- برامج خاصة (Special Programs)، تقديم مجموعة من البرامج المواضيعية المتنوعة بأنواع ومواضيع محددة
- استعادية (Retrospectives).

### أقسام ثانوية
- رؤية سريعة (Vision Express)
- الماجستير (The Masters)
- موكب السينما المفتوحة (Open Cine Parade)

## وصلات خارجية
- النجوم في مهرجان بتشون للأفلام الخيالية (PiFan) الـ18
- الموقع الرسمي للمهرجان
- مهرجان بتشون الدولي لأفلام الخيال على موقع IMDb (الإنجليزية)
- مهرجان بتشون الدولي لأفلام الخيال على موقع IMDb (الإنجليزية)
- مهرجانات الصيف في كوريا
- Opening day for Puchon International Fantastic Film Festival
- Puchon International Fantastic Film Festival to start July 17